# قره-تئیت (شهرستان چنگ‌آلای)
قره-تئیت (به لاتین: Kara-Teyit) یک روستا در قرقیزستان است که در شهرستان چنگ‌آلای واقع شده‌است. قره-تئیت ۱٬۴۳۹ نفر جمعیت دارد.